# Coenagrion pulchellum
Coenagrion pulchellum е вид водно конче от семейство Coenagrionidae. Видът не е застрашен от изчезване.

## Разпространение и местообитание
Разпространен е в Австрия, Азербайджан, Албания, Армения, Беларус, Белгия, Босна и Херцеговина, България, Великобритания (Северна Ирландия), Германия, Грузия, Гърнси, Гърция, Дания, Джърси, Европейска част на Русия, Естония, Ирландия, Испания, Италия, Казахстан, Киргизстан, Латвия, Литва, Лихтенщайн, Молдова, Нидерландия, Норвегия, Оландски острови, Полша, Северна Македония, Румъния, Словакия, Словения, Сърбия (Косово), Таджикистан, Турция, Узбекистан, Украйна (Крим), Унгария, Финландия, Франция (Корсика), Хърватия, Черна гора, Чехия, Швейцария и Швеция.
Регионално е изчезнал в Люксембург и Сирия и вероятно е изчезнал в Португалия.
Среща се на надморска височина от -5,8 до 47,7 m.

## Описание
Популацията на вида е стабилна.